# 八幡町立口明方小学校初納分校
八幡町立口明方小学校初納分校（はちまんちょうりつ くちみょうがたしょうがっこう　しょのうぶんこう）は、かつて岐阜県郡上郡八幡町（現・郡上市）に存在した公立小学校の分校。

## 概要
- 口明方小学校の分校であり、八幡町初納・旭・小野（旧・口明方村の南部）が校区であった。1956年廃校。

## 沿革
- 1874年（明治7年） - 小野村に小野義校が開校。小野村、鶴佐村、符路村、石原村、吉田村、下津原村、田尻村、川佐村の児童が通学する。
- 1875年（明治8年） -
  - 鶴佐村、符路村、石原村、吉田村、下津原村が合併し、初納村が発足。
  - 田尻村、川佐村が合併し、旭村が発足。
- 1876年（明治9年）8月 - 初納村字鶴佐に新築移転。釣砂学校に改称する。
- 1883年（明治16年）3月 - 旭村が釣砂学校から離脱。旭村に旭学校が開校。
- 1886年（明治19年）9月 - 釣砂学校が初納簡易科小学校、旭学校が旭簡易科小学校に、それぞれ改称する。
- 1893年（明治26年） -
  - 初納簡易科小学校が初納尋常小学校に改称する。
  - 旭簡易科小学校が土砂崩れで倒壊し、校舎が流出。そのため休校となる。
- 1895年（明治28年）7月 - 休校となっていた旭簡易科小学校が初納尋常小学校に統合される。
- 1897年（明治30年）4月1日 - 初納村、旭村、有穂村、小野村、市島村が合併し、口明方村が発足。
- 1903年（明治36年） - 農業補習学校を併設する。
- 1908年（明治41年） - 市島尋常小学校、初納尋常小学校、有穂尋常小学校が統合され、口明方尋常小学校となる。旧・初納尋常小学校は口明方尋常小学校初納分教場となる。
- 1912年（明治45年）3月 - 校舎（木造2階建）を新築。
- 1913年（大正2年） - 口明方尋常高等小学校初納分教場改称する。
- 1941年（昭和16年）4月1日 - 口明方国民学校初納分教場に改称する。
- 1946年（昭和21年） - 口明方国民学校の校舎を全焼する。初納分教場、有穂分教場、民家などで分散授業を行う（1947年迄）。
- 1947年（昭和22年）4月1日 - 口明方村立口明方小学校初納分校に改称する。
- 1954年（昭和29年）12月15日 - 八幡町、相生村、川合村、口明方村、西和良村が合併し、八幡町が発足。同時に八幡町立口明方小学校初納分校に改称する。
- 1956年（昭和31年）9月 - 廃止。